# Американски дракон: Джейк Лонг
Американски Дракон: Джейк Лонг е продукция на Disney. Излъчва се по Disney Channel и Disney XD. Има 2 сезона с общо 52 епизода.

## Сюжет
Джейк произхожда от семейство дракони. Неговият учител е дядо му. Джейк е безотговорен и често се забърква в проблеми Той живее с родителите си и 8-годишната си сестричка, Хейли, която също е дракон. Тя винаги превъзхожда Джейк във всичко за това той се чувства застрашен от нея. Най-добрите му приятели са Трикси и Спът, а неговата страст е скейтборда. Един от най-големите врагове на Джейк е кланът на ловците. Единствената цел на клана е да отърве света от магически същества. Джейк се влюбва в Роуз, негова съученичка и негов смъртен враг, защото е част от клана на ловците.

## Герои
- Джейкъб „Джейк“ Лука Лонг – Той е много безотговорен, но има добро сърце. Влюбва се в Роуз и въпреки че тя е нинджата, която е преследвал не спира да я обича. Понякога му харесва да е американски дракон, но му е трудно да намери баланса, който е необходим за да се справи със задълженията си.

- Роуз/Ловджийката – Гаджето на Джейк. Отгледана и обучена от клана на лоците от бебе. Кланът я е откраднал от родителите ѝ след раждането. Тя изпитва много силни чувства към Джейк, въпреки че е дракон.

- Трикси Картър – Тя е най-добрата приятелка на Джейк. Обича да скача на въже и е може би най-уравновесена от групата. Отначало гледа недоверчиво към връзката на Джейк и Роуз, но с времето започва да ги подкрепя.

- Лао Ши „Дядо“ – Той е дядото и менторът на Джейк. Има си магазин за електроника, чието мото е „никога не сме имали клиент“. Той дава винаги съвети на Джейк в битките със злодеите.

- Фу Кучето – Той е говорещото куче на Дядо. Мисли само за храна и телевизия, но помага и в битки. Обича да си играе с отварите. По време на битките, Фу често говори по телефона и залага бисквитки.

- Хейли Кей Лонг – Тя е малката сестричка на Джейк. Винаги се стреми да бъде съвършена във всичко. Тя е ахилесовата пета на Джейк.

- Артър „Спъд“ Спъдински – Той е най-добрият приятел на Джейк. Има голямо въображение и често изглежда като глупак, но всъщност е много умен и може да разгадава невъзможни кодове.

- Хънтсман – Той изпитва силна омраза към драконите и иска да унищожи всички магически създания. Той е учителят на Роуз и лидерът на клана на ловците.

## В България
В България сериалът започва излъчване на 11 август 2008 г. по Jetix, а по-късно и по обновения Disney Channel. В началото анимацията върви без дублаж, а по-късно е озвучена от студио Медиа Линк. Ролите се озвучават от Цветослава Симеонова, Живко Джуранов, Цанко Тасев и Росен Плосков.